# Čakajovce
Čakajovce – wieś i gmina (obec) w powiecie Nitra, w kraju nitrzańskim na Słowacji. Znajduje się na północny zachód od Nitry, na Nizinie Naddunajskiej, nad prawym brzegiem rzeki Nitra. 